# 施塔夫霍斯特
施塔夫霍斯特是德国下萨克森州的一个市镇。总面积14.61平方公里，总人口564人，其中男性291人，女性273人（2011年12月31日），人口密度39人/平方公里。